# سیانیمید

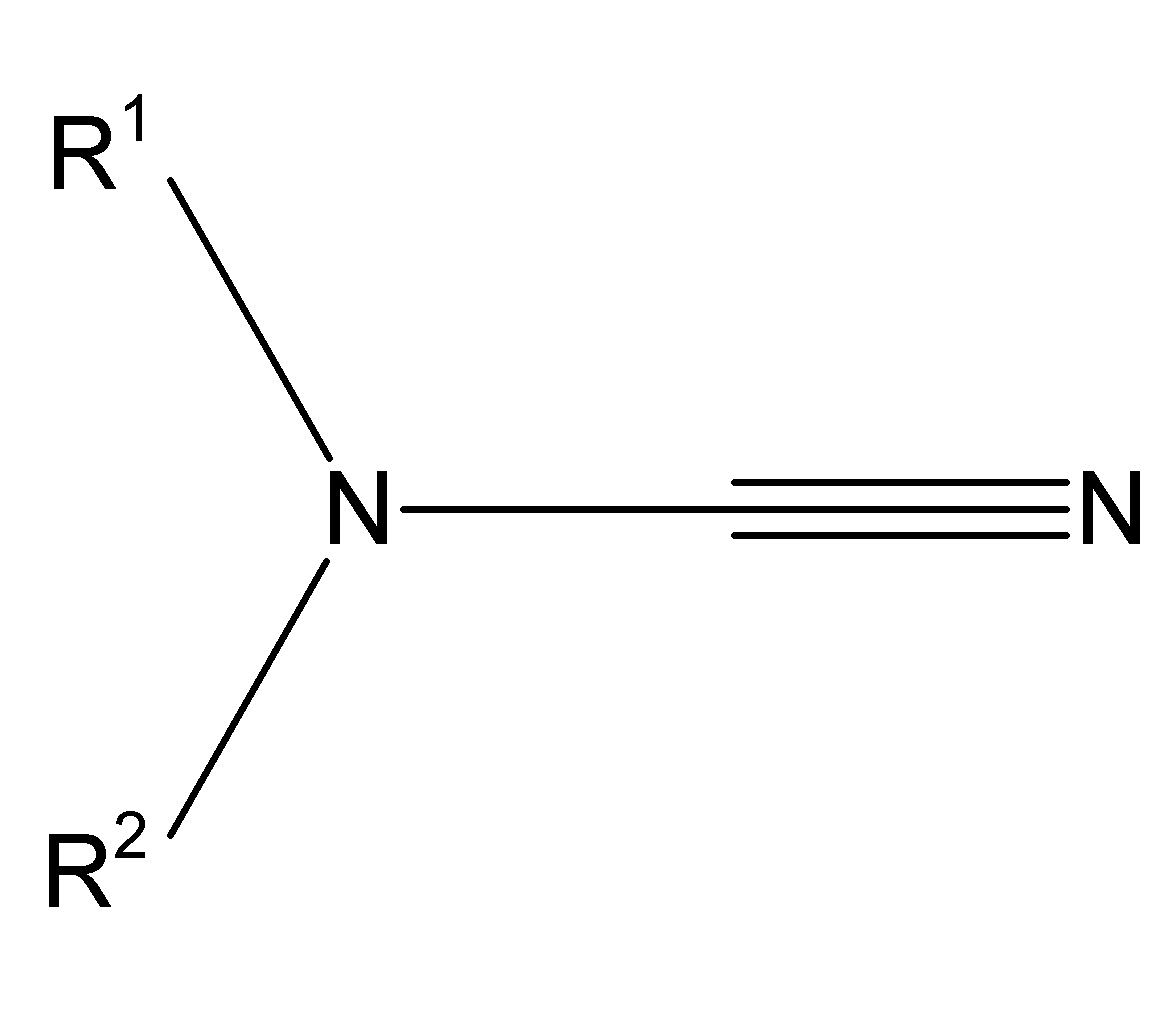
ساختار کلی سیانیمیدها.

سیانیمیدها(به انگلیسی: Cyanimide) دسته‌ای از ترکیبات آلی با فرمول کلی R1R2N-C{\displaystyle \equiv }N هستند. این ترکیبات در واقع استخلاف سیانو از یک آمین نوع دوم به حساب می‌آیند.